# Laja (Bolivien)
Laja (benannt nach den dort vorkommenden Steinplatten „laja“) ist eine Ortschaft im Departamento La Paz im Hochland des südamerikanischen Anden-Staates Bolivien.
Der Ort ist historisch bedeutsam als Ort der ersten Stadtgründung von La Paz (1548).

## Lage im Nahraum
Laja ist Hauptort des Municipios Laja in der Provinz Los Andes und liegt auf einer Höhe von 3861 m. Nördlich und südlich von Laja erstreckt sich die weite Ebene des bolivianischen Hochlandes bis zum Titicacasee im Norden und über Calamarca hinaus im Süden.

## Geographie
Laja liegt auf der bolivianischen Hochebene zwischen den Anden-Gebirgsketten der Cordillera Occidental im Westen und der Cordillera Central im Osten. Das Klima der Region ist ein typisches Tageszeitenklima, bei dem die Durchschnittstemperaturen im Tagesverlauf stärker schwanken als im Jahresverlauf.
Die mittlere Jahrestemperatur von Viacha liegt bei knapp 9 °C, der Jahresniederschlag beträgt etwa 600 mm (siehe Klimadiagramm Viacha). Die Monatsdurchschnittstemperaturen schwanken nur unwesentlich zwischen 6 °C im Juli und 10 °C von November bis Februar. Die Monate Mai bis August sind arid mit Monatsniederschlägen von weniger als 15 mm, in den Südsommer-Monaten Januar und Februar werden Monatsniederschläge von mehr als 100 mm gemessen.

## Geschichte
Am 20. Oktober 1548 gründete Alonso de Mendoza an Stelle der heutigen Ortschaft Laja die Stadt Nuestra Señora de La Paz als Station auf dem Handelsweg von Potosí nach Callao in Peru. Drei Tage später wurde für die neue Siedlung ein Standort rund 25 km weiter östlich gewählt und ein Teil der Dorfeinwohner dorthin verlegt, weil er besseren Schutz vor Wetterunbilden bot.
Touristisch bekannt ist vor allem die ebenfalls 1548 errichtete und mehrfach erweiterte Kirche, welche größtenteils mit Steinen des nahegelegenen Tiahuanaco gebaut wurde. Die Kirche wird seit 2002 (Stand: 2011) von Steyler Missionaren und Steyler Missionsschwestern, zwei jeweils voneinander unabhängigen, internationalen römisch-katholischen Ordensgemeinschaften betreut. An der Ortseinfahrt nach Laja erinnert heute eine steinerne Stele mit der Aufschrift „Laja – cuna de La Paz“, (zu deutsch: „Laja, die Wiege von La Paz“) an die historische Bedeutung des Ortes für die Stadtgeschichte von La Paz.

## Verkehrsnetz
Laja beherbergt eine Gemeindeverwaltung, Polizei, Krankenhaus und die Büros mehrerer Nichtregierungsorganisationen. Die Ortschaft liegt in einer Entfernung von 38 Straßenkilometern westlich von La Paz, der Hauptstadt des Departamentos.
Von La Paz aus führt die asphaltierte Nationalstraße Ruta 2 in westlicher Richtung nach El Alto und weitere fünf Kilometer in nordwestlicher Richtung. Dann zweigt die Ruta 1 nach Westen ab und erreicht nach weiteren zwanzig Kilometern Laja. Die Ruta 1 führt dann weiter nach Tiahuanaco und zum Titicacasee. Außer im Zentrum sind sämtliche Seitenstraßen in Laja unasphaltiert.

## Bevölkerung
Die Einwohnerzahl der Ortschaft ist in den vergangenen beiden Jahrzehnten um etwa ein Drittel angestiegen:
| Jahr | Einwohner | Quelle       |
| ---- | --------- | ------------ |
| 1992 | 561       | Volkszählung |
| 2001 | 707       | Volkszählung |
| 2012 | 876       | Volkszählung |
| 2024 |           | Volkszählung |

Die Region weist einen hohen Anteil an Aymara-Bevölkerung auf, im Municipio Puerto Pérez sprechen 97,2 Prozent der Bevölkerung Aymara.

## Wirtschaft
Im Ort wird ein Fladenbrot (pan de Laja) hergestellt, das weit über die Dorfgrenzen hinaus nachgefragt wird, und so den Lebensunterhalt vieler Familien sichert. Das größte Fest des Dorfes findet am 9. Dezember zu Ehren der „Jungfrau der unbefleckten Empfängnis“ (Virgen de la Inmaculada Concepción) statt. Das Stadtbild ist geprägt von kleinen Lebensmittelgeschäften und wenigen Bars. Mehrmals täglich bieten private Kleinbusunternehmen vom Zentrum aus Fahrten nach El Alto und La Paz an.